# Sucrerie distillerie de Francières
La sucrerie distillerie de Francières est une ancienne fabrique de sucre de betteraves située dans le hameau de La Sucrerie, à l'écart de la commune de Francières dans le département de l'Oise en Picardie (France). Elle a été fondée en 1829 et a fermé ses portes en 1969. Le site est inscrit au titre des monuments historiques depuis 1999 comme un représentant majeur de l'histoire de l'industrie sucrière en France et en Europe. Il fait actuellement l'objet d'un projet de revalorisation par une association.

## Situation
La fabrique est située le long de la RD 1017 (ex-RN 17), axe Paris-Lille, à deux kilomètres à l'ouest du village de Francières et à 3 kilomètres au nord d'Estrées-Saint-Denis. La grande ville la plus proche est Compiègne à 15 kilomètres.

## Histoire
(mai 2015).

### Période d'activité (1829-1969)

#### Création (1829-1833)

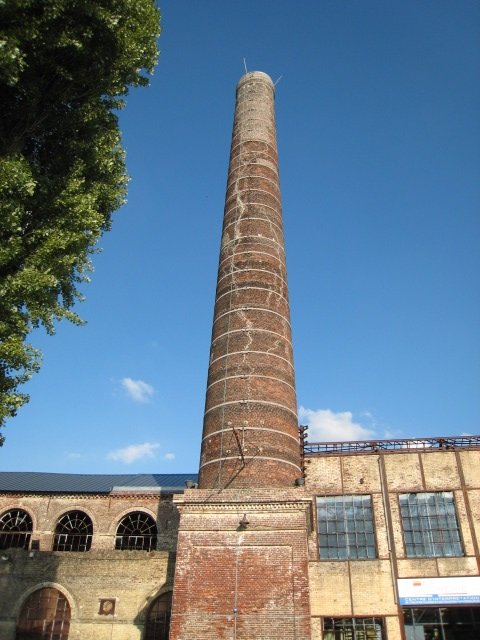
Cheminée de la sucrerie (33m, vers 1860) et halle "Thirial" (1829).

En 1829, César-Auguste Thirial, maire du village de Francières et exploitant de la ferme de Fresnel sur le terroir de la commune, crée la société Thirial, Bertin et Cie afin de construire une fabrique de sucre. La sucrerie de Francières est l'une des premières à être créées dans le département de l'Oise, un an après celles de Villeselve et Domfront (1828) et la même année que celles de Villeneuve-sur-Verberie, d'Appilly et du Mesnil-Saint-Firmin (1829). Celle de Senlis, créée par M. Liépin durant l'époque napoléonienne, n'ayant eu qu'une durée d'activité limitée.
Construite sur la route royale, à l'écart du village, la sucrerie est approvisionnée en betteraves par la ferme de Fresnel, d'une superficie de 160 hectares, exploitée par Thirial. Les bâtiments de cette première sucrerie, encore visibles en partie aujourd'hui, incluent les deux conciergeries, à l'entrée de l'usine, le puits et le bâtiment principal en brique, dite « Halle Thirial », au centre de la fabrique. La « Halle Thirial » est l'un des plus anciens bâtiments industriels en milieu rural encore debout en France,.
L'exploitation est suspendue en 1830 au départ de M. Thirial et l'usine ferme brièvement en 1832 pour reprendre en 1833 après son rachat par M. Crespel-Delisse.

#### La sucrerie sous M. Crespel-Delisse (1833-1859)

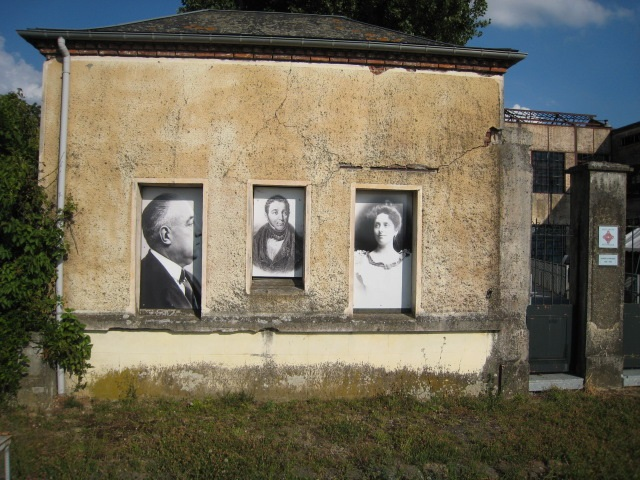
Pavillon d'entrée (1829).

Jean-François Xavier Crespel, dit Crespel-Delisse (il a ajouté le nom de son épouse au sien), est l'un des pionniers de l'industrie sucrière en France. A son rachat de l'usine de Francières en 1833, sa notoriété permet à la sucrerie d'être soutenue financièrement par les banques. M. Crespel s'adjoint les compétences de M. Claude Leyvraz et grâce à leur action conjointe, la sucrerie s'agrandit vers l'est et le nord et accueille de nouvelles fonctions : ateliers, magasin à betteraves, usine à gaz, etc. Les premiers logements ouvriers et la première maison patronale sont également construits.
En 1854, Leyvraz prend la tête de la sucrerie lorsque Crespel, en difficulté financière, est contraint de se retirer des affaires. Leyvraz poursuit seul la direction de la sucrerie de Francières qu'il complète, en 1855, d'une distillerie d'alcool de betteraves, l'une des toutes premières de l'Oise. L'ensemble sucrier de Francières devient l'un des plus modernes de la région, permettant de multiplier par cinq sa production en une dizaine d'années. Mais Crespel fait faillite en 1859 et la sucrerie est mise en vente aux enchères.

#### Consolidation de l'activité et transformation en Société Anonyme (1859-1906)

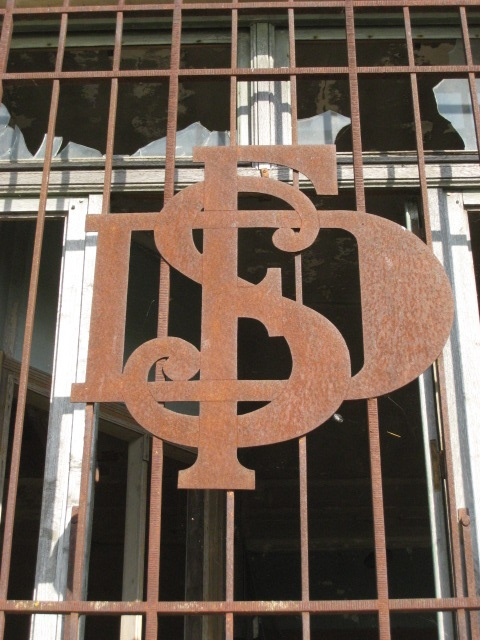
Sigle S.D.F. (Sucrerie et Distillerie de Francières) sur les fenêtres des bureaux de la sucrerie.

La sucrerie est rachetée par un négociant, Denis-Marin Bachoux et un banquier, Frédéric Grieninger. Ils poursuivent le développement des installations avec le concours technique des chimistes Charles-François Gallois, nommé directeur à Francières à partir de 1861 et François Dupont à partir de 1877.
La cheminée actuelle, haute de trente-cinq mètres, est construite vers 1860-1861 dans la cour centrale pour remplacer celle d'origine. La présence du four à chaux à l'est du site est également attestée à cette époque, mais la date précise de sa construction est inconnue (peut-être sous Crespel ou Leyvraz d'après une tradition orale). Sa présence est attestée sous Bachoux et Grieninger en 1859. Vers 1880, une nouvelle distillerie est construite au sud, ainsi qu'un four à potasse et deux entrepôts industriels.
À la suite du départ de Grieninger, Bachoux fonde une société anonyme en 1884, la S. A. de la sucrerie et distillerie de Francières (S.A. S.D.F.). Il est contraint de se retirer en 1888 à la suite de faillites touchant à sa famille proche dont il est le garant. Les actionnaires confient la marche de l'usine à un nouveau directeur, M. Prudent Druelle, fabricant de sucre à Courcelles. Ce dernier réalisera le raccordement au réseau ferré de l'usine en 1891 : via une gare spécifique et un embranchement particulier, la sucrerie de Francières est raccordée à la ligne de chemin de fer Compiègne-Amiens via la gare d'Estrées-Saint-Denis.

#### L'ère de la famille Benoit (1906-1947)

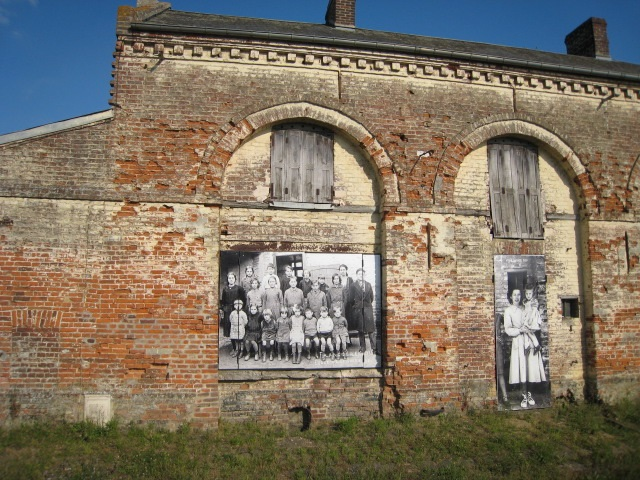
École de la sucrerie vue de l'ancienne route nationale.

À la mort de M. Prudent Druelle en 1906, son petit-gendre, Gaston Benoit, assure la poursuite de l'entreprise et de sa modernisation. Son épouse Marguerite et lui mettent en place une politique paternaliste, inspirée par une profonde foi catholique. Ils s'investissent dans l'encadrement social du personnel de la sucrerie et de leurs familles et construisent de nouveaux logements ouvriers. Ils font aménager une école en 1907 dans une partie des premiers logements ouvriers, évitant ainsi aux enfants de rejoindre l'école du village distante de plus de trois kilomètres. Ils aménagent également une chapelle dans la continuité immédiate des ateliers côté nord, où la messe est célébrée tous les mardis,.
Au déclenchement de la Première Guerre mondiale, Gaston Benoit est mobilisé et est très vite fait prisonnier en septembre 1914. Son épouse, Marguerite Benoit prend alors la direction de l'usine qui continue à tourner pendant la guerre malgré les réquisitions, le manque de personnel et de fournitures et la proximité des combats (Noyon, le Matz, Gournay-sur-Aronde). La sucrerie se trouve juste derrière la ligne officielle du front, au passage à niveau d'Estrées-Saint-Denis, ce qui complique le déplacement des ouvriers. De plus, Marguerite Benoit doit faire face à un conseil d'administration peu coopératif. Contrairement aux sucreries de l'Aisne de la Somme et du nord-ouest de l'Oise, la sucrerie de Francières n'est pas rasée par la guerre mais elle est occupée à plusieurs reprises par les troupes allemandes, françaises et anglaises et un obus touche la cheminée en 1918.
Gaston Benoit reprend la direction de l'usine en 1919 après son rapatriement. L'entre-deux-guerres ouvre une nouvelle période de modernisation et de reconstruction de la sucrerie, qui connaît alors son apogée. En 1933, une troisième distillerie d'alcool est construite au nord du site. Gaston Benoit crée de nouveaux puits dans les environs de la sucrerie et fait aménager la cour à betteraves au sud de l'usine principale, entre la route et la deuxième distillerie. Un bunker de protection de la population du hameau est construit en 1938. Le logement de direction est modernisé dans un style Art déco et agrémenté d'un jardin redessiné avec rocaille et tonnelle.
Lors de la Seconde Guerre mondiale, la sucrerie subit l'Occupation. Elle tourne sous la surveillance des autorités allemandes et une partie de sa production est réquisitionnée contre la fourniture de matières premières par les autorités d'occupation. En plus des ouvriers, des prisonniers venus du camp de Royallieu tout proche, sont utilisés pour faire tourner l'usine : certains s'évaderont avec l'aide du curé de Francières, l'abbé François Le Pévédic. Le statut d'ouvrier agricole des employés de la sucrerie, ainsi que la constitution d'un bureau « Bedaux » censé améliorer la productivité des entreprises, permet aux ouvriers d'échapper au Service du Travail Obligatoire. Si l'usine est affectée par certains sabotages agricoles dans les environs, elle est relativement épargnée par les bombardements qui touchent surtout la gare voisine d'Estrées-Saint-Denis. Francières est libérée par l'armée américaine et les groupes locaux de la Résistance en 1944, mais il faudra attendre 1947 pour que la sucrerie puisse reprendre son activité complète.

#### Les dernières années (1947-1969)

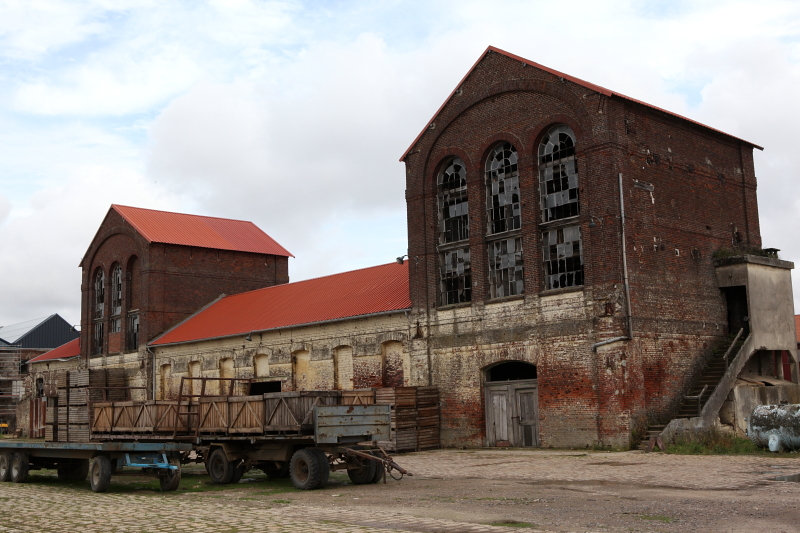
La deuxième distillerie (1880).

Gaston Benoit meurt en juillet 1947. L'entreprise est reprise par son gendre, Jean Valette, qui modernise l'usine et commence un projet de refonte totale du site industriel. Le paternalisme ayant marqué l'ère des Benoit disparaît et Jean Valette noue une relation nouvelle avec les ouvriers, couplée avec l'arrivée des syndicats (CGT, F.O.) à la sucrerie. Il meurt précocement en 1951 et son projet de modernisation s'arrête net.
Le conseil d'administration décide alors de nommer à nouveau Marguerite Benoit, âgée de 71 ans, directrice du site. Elle dirige l'usine avec ses trois filles, mais les relations avec les ouvriers et les syndicats sont plus difficiles, car Marguerite Benoit, d'une génération plus ancienne que Jean Valette, n'est pas habituée à la nouvelle organisation du travail et au formalisme des relations syndicales patron-ouvriers.
Pendant les années cinquante/soixante-dix, l'industrie sucrière picarde connaît une forte hausse de la productivité. Or, Marguerite Benoit décide d'investir dans des technologies moins innovantes que celles de l'époque, comme une diffusion à vases en 1956, pour éviter une suppression des emplois à la sucrerie de Francières ; cela alourdit les finances de l'usine. La concentration de l'industrie sucrière s'accélère et la sucrerie de Francières, restée familiale, s'isole et n'arrive plus à suivre le rythme des grands groupes sucriers qui se sont formés. En 1969, l'usine finit par faire faillite et tout le personnel est licencié.

### Après l'activité (1969-2009)

#### Abandon de l'usine (1969-1996)

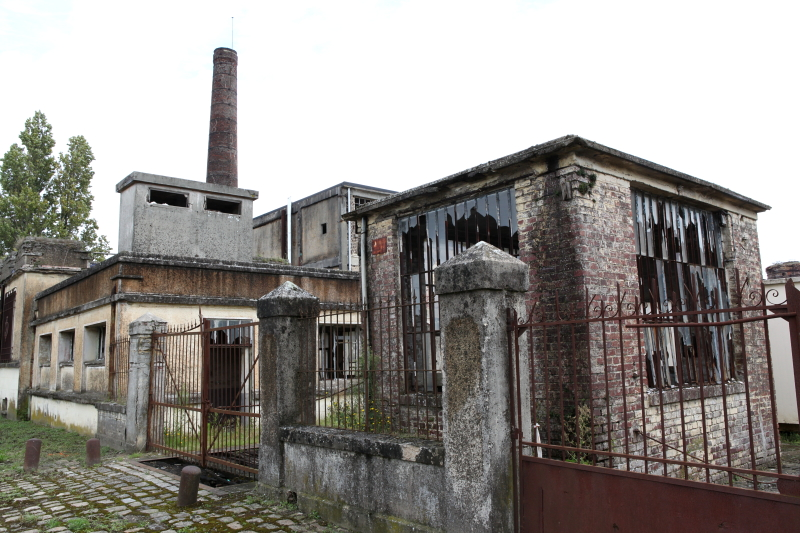
Bascules de la sucrerie.

Malgré les efforts de la Direction, il est difficile pour les ouvriers de retrouver du travail. Le hameau se dépeuple petit à petit, l'école ferme en 1971 et le dernier matériel de l'usine est vendu ou ferraillé en 1971. Marguerite Benoit décède en mars 1972 dans la maison patronale au milieu de l'usine et du hameau désormais vides.
À partir de 1970, la S.A.F. (Société Agricole de Francières) continue à exploiter les terres et les fermes de la sucrerie. Elle conserve la propriété foncière du site et exploite une partie des bâtiments pour un usage agricole. Les bâtiments industriels sont abandonnés et vandalisés et le site devient une friche industrielle. En 1993, Jean-Pierre Bricout, descendant de Marguerite Benoit, prend la direction de la S.A.F.

#### Sauvegarde du site (1996-2009)
Jean-Pierre Bricout est alerté par l'Inventaire Général et le recenseur des Monuments Historiques de la Région Picardie en 1994, sur l'intérêt historique de la sucrerie de Francières. Il crée avec l'historien Jean-Pierre Besse, l'Association pour la Sauvegarde de la Sucrerie de Francières (ASSF) en 1996 pour œuvrer à la sauvegarde du site et de son patrimoine « architectural, industriel, historique et culturel ». La sucrerie ouvre une première fois ses portes au public lors des Journées européennes du patrimoine en 1996 alors que la sucrerie et son hameau sont inscrits à l'inventaire supplémentaire des Monuments Historiques le 22 juin 1999,.
Plusieurs bâtiments sont rénovés par les bénévoles de l'association, comme l'école entre 2004 et 2005 ou la chapelle entre 2006 et 2009. Les bâtiments sont mis hors d'eau par la S.A.F. L'association crée également un centre de documentation sur l'histoire de l'industrie sucrière en France,.

### Centre d'interprétation (2009-)

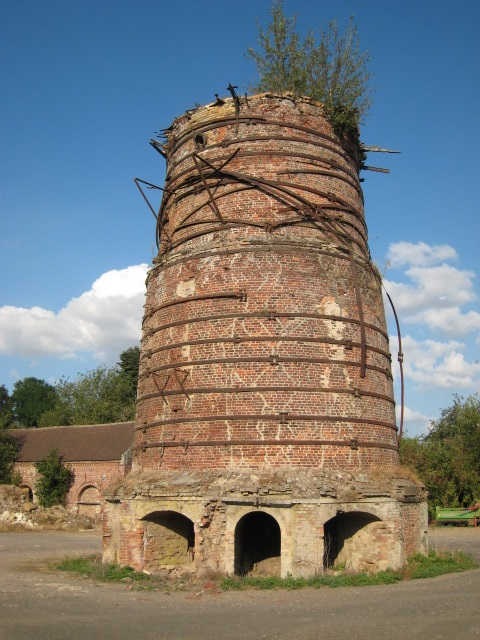
Four à chaux (vers 1860).

Afin de continuer la rénovation des bâtiments de l'usine, le projet d'un espace culturel et scientifique dédié à la mémoire sucrière émerge à la fin des années 2000. Pour réaliser ce projet, un bail emphytéotique est signé entre la S.A.F. et l'ASSF en 2009.
Soutenu par la Région Picardie, le Département de l'Oise et par l'Union européenne ainsi que par le Groupe Tereos et la Fondation Crédit Agricole Brie Picardie, le centre d'interprétation de l'industrie sucrière et des agro-ressources est inauguré au sein des principales halles de la sucrerie en 2012. Il est géré par l'association Planète Sciences Hauts-de-France. En plus d'un espace d'interprétation sur le sucre, il comprend aussi un parcours de découverte des agro-industries conçu par l'Association Ombellisciences Picardie.
L'ASSF poursuit parallèlement ses efforts de rénovation bénévoles, comme la cheminée en 2014, le laboratoire entre 2014 et 2018 et le puits d'origine en 2019. En 2023, le four à chaux de la sucrerie est reconnu comme projet de maillage du département de l'Oise dans le cadre de la Mission de la Fondation du Patrimoine pour la sauvegarde du Patrimoine en péril, dite « mission Bern » ; la sucrerie participe ainsi au Loto du Patrimoine 2023.

## Description
La fabrique est un ensemble de bâtiments construits principalement en briques rouges à 4 étages,.

## Projet
L'Association pour la Sauvegarde de la Sucrerie de Francières a œuvré pour la mise en place sur le site d'un espace d'interprétation sur le sucre.

## Médias
En 1980, l'usine désaffectée sert de décor au tournage du film Le Jardinier sorti en 1981 et réalisé par Jean-Pierre Sentier.
En 2022, l'usine apparaît dans le clip musical « Des Chiffres » de la chanteuse française Oré.